# M/S Victoria af Norrköping

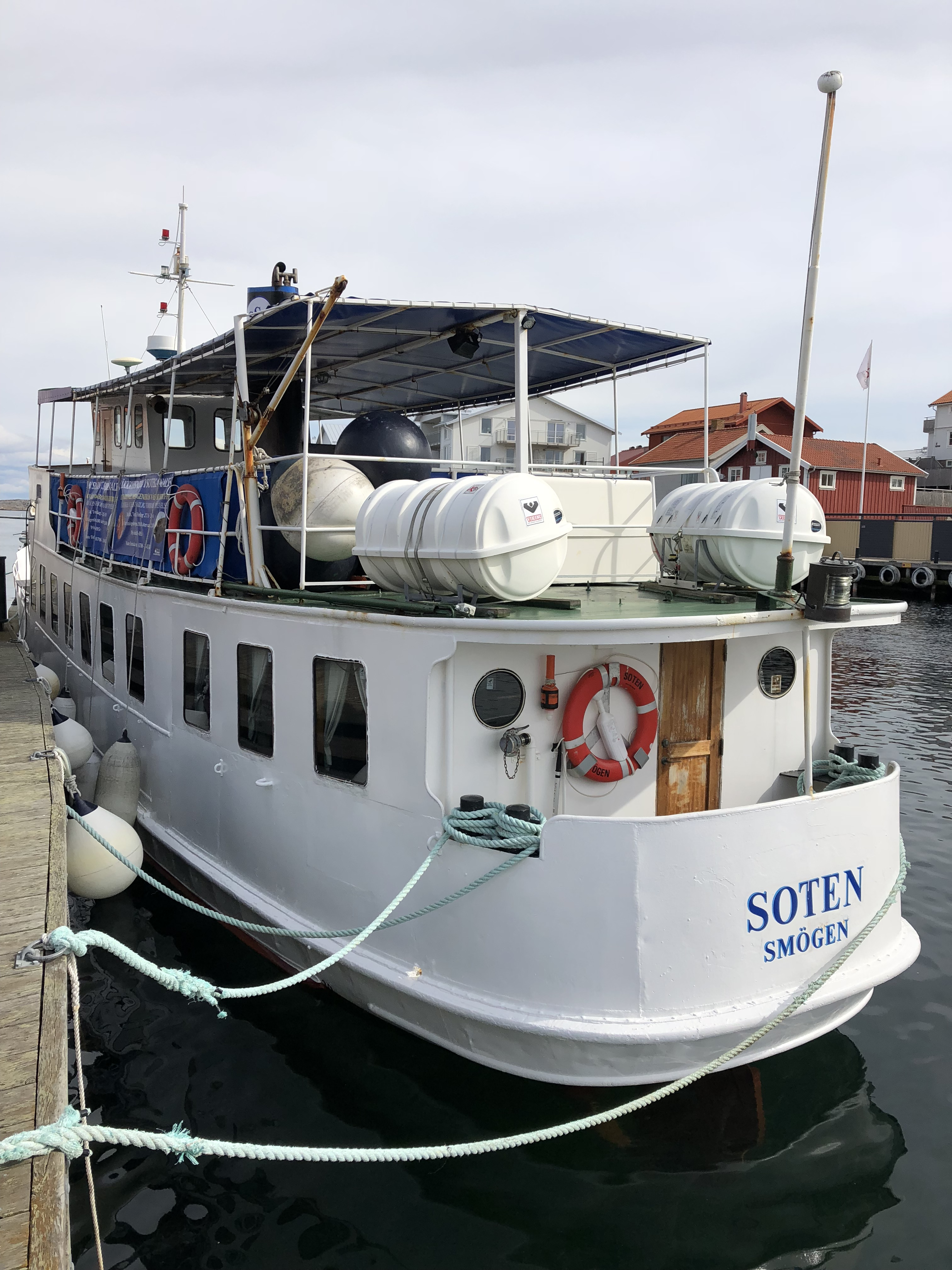
M/S Soten i Smögen 2018.

M/S Victoria af Norrköping är ett svenskt passagerarfartyg. Hon byggdes som S/S Torsö 1915 på C. J. Wennbergs Mekaniska Verkstad i Karlstad, med varvsnummer 65. 
M/S Victoria af Norrköping levererades till Torsö kommun för att gå mellan Torsö och Mariestad. Rutten trafikerades till 1939, då hon såldes till en redare i Gränna, byggdes om och döptes om till Hebe III. På Vättern trafikerade hon Visingsö, Karlsborg och Motala fram till 1955. Därefter trafikerade hon bland annat rutten Vadstena–Motala–Borensberg som M/S  Victoria af Vadstena.
Mellan 1998 och 2009 ägdes hon av Rederi AB Strömkanalen och gick i trafik på Göta älv med namnet Strömkanalen af Trollhättan och från 2009 seglade hon för Bohusläns Skärgårdstrafik AB på traden Ellös–Lysekil. Soten Sea Vision Rederi köpte henne 2010 för trafik i Bohusläns skärgård med Smögen som hemmahamn, omdöpt till M/S Soten.
Hon köptes av Wickboms Rederi AB i Norrköping 2024, omdöptes till Victoria af Norrköping och sattes in på trafik på Göta kanal.
M/S  Victoria af Norrköping k-märktes 2016.